# Смахтин, Михаил Петрович
Смахтин Михаил Петрович  (03.10.1897—25.11.1959) — советский военачальник, начальник управления артиллерийского снабжения Отдельной Приморской Армии, заместитель начальника артиллерийского фронта Волховского фронта по артснабжению, генерал-майор инженерно-артиллерийской службы (18.11.1944). Участник Гражданской войны, Великой Отечественной войны.

## Биография
Михаил Петрович Смахтин родился в городе Щигры Щигровского района Курской области 3 октября 1897 года.
Член ВКП(б).
Участник Гражданской войны с 1 ноября 1917 года.
22 февраля 1938 года награждён орденом Красного Знамени за выслугу лет.
В 1941 году в звании полковника преподавал в артиллерийской академии РККА им. Дзержинского.
Михаил Петрович Смахтин участник Отечественной войны с первых дней.
С февраля по июль 1942 года занимал должность заместителя начальника артиллерийского фронта Волховского фронта по артснабжению.
17 ноября 1942 года в звании полковника указом Президиума ВС СССР награждён орденом Красного Знамени повторно.
22 декабря 1942 года награждён медалью «За оборону Ленинграда».
В боях против войск противника на Тамбовском полуострове в конце ноября месяца 1943 года, в боях за форсирование Керченского пролива в декабре 1942 года, а также в боях за овладение городов Керчь, Феодосия и в апреле 1944 года, в роли начальника управления артиллерийского снабжения Отдельной Приморской Армии своим умелым, правильным руководством работой Артснабжения сумел полностью обеспечить Армию вооружением и боеприпасами, несмотря на трудную обстановку и опасную переправу через Керченский пролив под артиллерийским обстрелом и бомбардировке со стороны противника.
За проявленное мужество и умелую организацию работы награждён орденом Отечественной войны II степени.
3 ноября 1944 года за выслугу лет указом Президиума ВС СССР награждён орденом Красного Знамени в третий раз.
18 ноября 1944 года награждён медалью «За оборону Кавказа».
18 ноября 1944 года повышен в звании до генерал-майора инженерно-артиллерийской службы.
21 февраля 1945 года награждён Орденом Ленина.
9 мая 1945 года награждён медалью «За победу над Германией в Великой Отечественной войне 1941—1945 гг.».
20 июля 1949 года за выслугу лет указом Президиума ВС СССР награждён орденом Красного Знамени в четвертый раз.
25 ноября 1959 года скончался.

## Награды
- Орден Красного Знамени (22.02.1938)
- Орден Красного Знамени (17.11.1942)
- Орден Красного Знамени (03.11.1944)
- Орден Красного Знамени (20.06.1949)
- Орден Отечественной войны II степени (27.05.1944)
- Орден Ленина (21.02.1945)
- Медаль «За оборону Кавказа» (18.11.1944)
- Медаль «За оборону Ленинграда» (22.12.1942)
- Медаль «За победу над Германией в Великой Отечественной войне 1941—1945 гг.» (09.05.1945)
- Медаль «За отвагу»